# Hofzeremoniell
Das Hofzeremoniell, auch Hofetikette genannt, regelte die diversen am Hof eines Herrschers oder Fürsten stattfindenden Zeremonien und überhaupt alle am Hofe vor sich gehenden Handlungen, so etwa die Vorgänge bei Vermählungen, Begräbnissen, Huldigungen, Audienzen und dergleichen. Das Zeremoniell bestimmte Tracht, Rang, Titel und vorgeschriebene Handlungen der einzelnen Mitglieder des Hofstaates und war nicht selten sehr umfangreich und kompliziert. Die Leitung des Hofzeremoniells hatte ein Oberhofmarschall oder Zeremonienmeister inne, der etwa vergleichbare Aufgaben wie die eines modernen Protokollchefs besaß. Das Hofzeremoniell hat seinen Ursprung im Orient. Wesentliche Komponenten sind die sakrale Überhöhung des Herrschers und die Hierarchisierung des Hofstaates.

## Spätantike
Nachdem Augustus Caesar als Pontifex Maximus das höchste priesterliche Amt des römischen Staates erlangte, wurden ihm und seinen Nachfolgern weitere sakrale Ehrungen zuteil bis hin zur Vergöttlichung (Kaiserkult, Apotheose). Nach der Reichskrise des 3. Jahrhunderts nach Christus formalisierte Kaiser Diokletian diese Ehrungen und führte ein orientalisches Hofzeremoniell ein: Der Kaiser trug fortan nicht mehr die Toga eines Senators oder Triumphators, sondern einen purpurnen Feldherrnumhang (Chlamys) und einen goldenen Lorbeerkranz, der von seinem Nachfolger Konstantin dem Großen durch ein goldenes Diadem mit einem doppelreihigen Perlenkranz ersetzt wurde. Dem Kaiser durfte man sich nur mit der adoratio purpurae (Proskynese) nähern. Fortentwickelt wurde das Zeremoniell auch nach dem Ende der Spätantike in Byzanz. Im Westen wurde es von den römischen Bischöfen übernommen und auf den Papst übertragen, der bis heute den Titel eines pontifex maximus führt.

## Mittelalter
Das Lehns- und Ritterwesen des Mittelalters begünstigte das Aufkommen eigener Formen des Hofzeremoniells.
In Deutschland erhielt es neue Pflege infolge der Vermählung Kaiser Ottos II. mit der byzantinischen Prinzessin Theophano. Geregelt war das Zeremoniell seit dem Spätmittelalter durch die Goldene Bulle Kaiser Karls IV.

## Spanisches Hofzeremoniell
Das spanische Hofzeremoniell wurde im 15. Jahrhundert am Hof der Herzöge von Burgund, einem Seitenzweig der französischen Könige und Herrscher über die Niederlande, entwickelt. Herzog Philipp der Gute schuf ein detailliertes Hofzeremoniell, zu dem auch die Schaffung eines Ritterordens, des Ordens vom Goldenen Vlies, gehörte, um die Eliten seines heterogenen Länderkonglomerats von den Alpen bis zur Nordsee in ein hierarchisches Herrschaftssystem einzubinden. Äußerliches Kennzeichen dieses Zeremoniells war das Tragen der spanischen Tracht. Durch Erbgang gelangten die Niederlande an die Habsburger, die dieses Zeremoniell am spanischen Hof unter Karl V. und in Wien unter seinem Bruder Ferdinand von Österreich einführten. Da Spanien Vormacht in Europa bis 1650 war, wurde das burgundische Hofzeremoniell den anderen europäischen Höfen als Spanisches Hofzeremoniell bekannt. In Österreich wurde es bis Joseph II. praktiziert. In Spanien wurde das Zeremoniell mit Ausnahme der Zeit der französischen Fremdherrschaft von 1808 bis 1814 in wesentlichen Bereichen bis zum Thronverzicht von König Amadeus I. im Jahre 1873 beibehalten. Am päpstlichen Hof wurde es in Abwandlung bis in die 1960er Jahre zelebriert.

## Französisches Hofzeremoniell
Das einfachere französische Zeremoniell wurde unter Ludwig XIV. vorherrschend, beginnend mit dem allmorgendlichen feierlichen Lever. Die deutungsmächtige, von Norbert Elias insbesondere in Die höfische Gesellschaft entwickelte Meistererzählung, dass das Zeremoniell am Hof von Versailles als Instrument zur Beherrschung des Adels gedient habe, der am königlichen Hof in einem „goldenen Käfig“ gezähmt worden sei, gilt inzwischen als differenzierungsbedürftig. Die französische Revolution 1789 schien das Hofzeremoniell beseitigt zu haben, doch Napoléon Bonaparte erneuerte es, die Restauration und die Julimonarchie adaptierten es, und Napoléon III. bildete es weiter aus. In Skandinavien sind einige Höfe zu einfacheren Formen des Zeremoniells übergegangen.

## Österreichisches Hofzeremoniell
Das Wiener Hofzeremoniell des 19. Jahrhunderts leitete sich vom zuvor praktizierten Spanischen Hofzeremoniell her, entwickelte aber Eigenheiten und Abwandlungen. Staatsakte und die verschiedenen Arten von Audienzen und Empfängen sowie auch familiäre Anlässe im Haus Habsburg wie Taufen, Hochzeiten und Begräbnisse, folgten strengen Regeln. Im Hofzeremonielldepartement sorgten Angehörige der alten Familien des österreichischen Adels als Wächter über die Traditionen für das angemessene „Decorum“, also für kaiserlichen Glanz. Deren Aufzeichnungen, die Zeremonialprotokolle, bildeten die Grundlage für das Zeremoniell, das für einzelne Ereignisse erarbeitet und nach Erfahrung und Präzedenzfällen ständig adjustiert wurde. Dieses „Gedächtnis des Hofes“ wurde von Generation zu Generation tradiert, die zuständigen Fachleute durchliefen eine jahrelange Schulung, um für diplomatische Meisterleistungen vorbereitet zu sein. Von 1909 bis 1917 amtierte als gestrenger Obersthofmeister der Fürst Alfred von Montenuovo. Das Zeremonialappartement im Leopoldinischen Trakt der Hofburg ist eine Enfilade von 150 Metern Länge, deren Kostbarkeit sich von Zimmer zu Zimmer steigert. Routinemäßige Anlässe waren der Hofball zur Eröffnung der Ballsaison, der noch exklusivere Ball bei Hof, die Osterfeierlichkeiten, die Auferstehungsfeier in der Hofburg, die Frühjahrsparade sowie die Praterfahrten am 1. Mai. Besondere Höhepunkte waren Staatsbesuche, Hochzeiten im Kaiserhaus oder Staatsbegräbnisse.
Nach 1918 ging mit den eingeweihten Personen das Wissen verloren, das kaiserliche „spanische Hofzeremoniell“ wurde zu einem Mythos. Eleonora Fugger von Babenhausen sammelte in ihren Memoiren Im Glanz der Kaiserzeit (von 1932) neben eigenen Erinnerungen auch die der verantwortlichen Zeremonialbeamten, etwa über die feststehende Reihenfolge im Cortège bei öffentlichen Auftritten. Das Zeremonialappartement wird heute vom Bundespräsidenten als Teil der Präsidentschaftskanzlei für Staatsempfänge und repräsentative Anlässe genutzt; die Protokollabteilung hat vergleichbare Aufgaben wie einst das Zeremonialamt.